# Typ 92 (czołg)
Typ 92 (jap. 九二式重装甲車 Kyū-ni-shiki jū-sōkōsha; Typ 92) – japoński czołg lekki (dosł. "wóz bojowy Typ 92 o ciężkim uzbrojeniu").
W 1931 roku powstał w Japonii prototyp czołgu lekkiego, przeznaczonego do współdziałania z oddziałami kawalerii. Pojazd miał klasyczną budowę z silnikiem w tylnej części kadłuba. Uzbrojenie składało się z dwóch czkm Typ 91, z których jeden umieszczony był w kadłubie, drugi w wieży. Załoga składała się z: kierowcy, strzelca kadłubowego kaemu i dowódcy pełniącego także funkcję strzelca wieżowego karabinu maszynowego.
Po przyjęciu do uzbrojenia czołg został wyprodukowany w krótkiej serii. Kilka wozów było wyposażonych w radiostacje. Czołgi Typ 92 zostały użyte przez jednostki kawalerii stacjonujące na terenie Mandżurii i Chin. Wyprodukowane wozy miały często wzmocnione uzbrojenie poprzez wymianę kadłubowego czkm na wkm Typ 92 kalibru 13,2 mm lub działko kalibru 20 mm. Dodatkowy czkm kalibru 6,5 mm mógł być montowany w gnieździe w stropie wieży jako broń przeciwlotnicza.